# Дан (Библија)
Дан (хебр. דן.) - по сведочењу Старог завета је један од дванаест синова Јаковљевих, од кога је потекло племе Дан, насељено најпре у Египту, како је описан у Првој књизи Мојсијевој последњи благослов Јаковљев:Дан ће судити народима, као један од племена израиљевих“.(Мој 49:16—17)
Припадници племена Дан су били познати по лукавости и преварама, али је дало и велике уметнике. Након освајања Хананске земље племе Даново је добило релативно мали, али доста плодни део земље у близини Медитерана. Постоји хипотеза да је првобитно племе - грчког порекла (види Данајци), које се тек касније придружио јеврејској заједници племена. 
Због сталних напада Филистејаца племе Дан је било принуђено да бежи на север. Населили су се на крајњем северу Палестине, где су основали град Дан.
Услед политичке нетабилности међу њима је наступила и верска нестабилност. Племе „Дан“ је засновало илегални култ клањања Златном телету верујући да ће на тај начин остварити мир и благостање. Као најсеверније племе успоставиле су блиске трговинске и индустријске односе са својим суседима, Феничанима, жртвујући своја националне и верска начела. Због тога су били жестоко критиковани од стране осталих јеврејских племена. Након Соломона племе Дан се не помиње више међу осталим јеврејским племенима. 
Постоји православно предање да је из племена Дан потекао Јуда Искариотски, као и да ће на крају времена из њега изаћи Антихрист. 
Православна црква прославља Дана заједно са светим првосвештеницима у Недељу светих патријарха (четврта недеља Божићног поста). 